# Battaglia di Bitonto
La battaglia di Bitonto fu combattuta il 25 maggio 1734 nei pressi della città, tra l'esercito spagnolo, comandato dal generale duca di Montemar, e quello austriaco, guidato dal principe di Belmonte.
Essa si colloca nel contesto della guerra di successione polacca, e in particolare della conquista borbonica delle Due Sicilie e si concluse con la disfatta dell'esercito austriaco e la vittoria totale degli spagnoli che portò definitivamente il Regno di Napoli sotto il dominio di Carlo di Borbone. La vittoria fu importante per gli spagnoli perché ottenuta senza la partecipazione degli alleati francesi.
È inoltre citata nel Gattopardo di Giuseppe Tomasi di Lampedusa in una delle tante affermazioni del principio gattopardesco.

## Storia

### La quadruplice alleanza

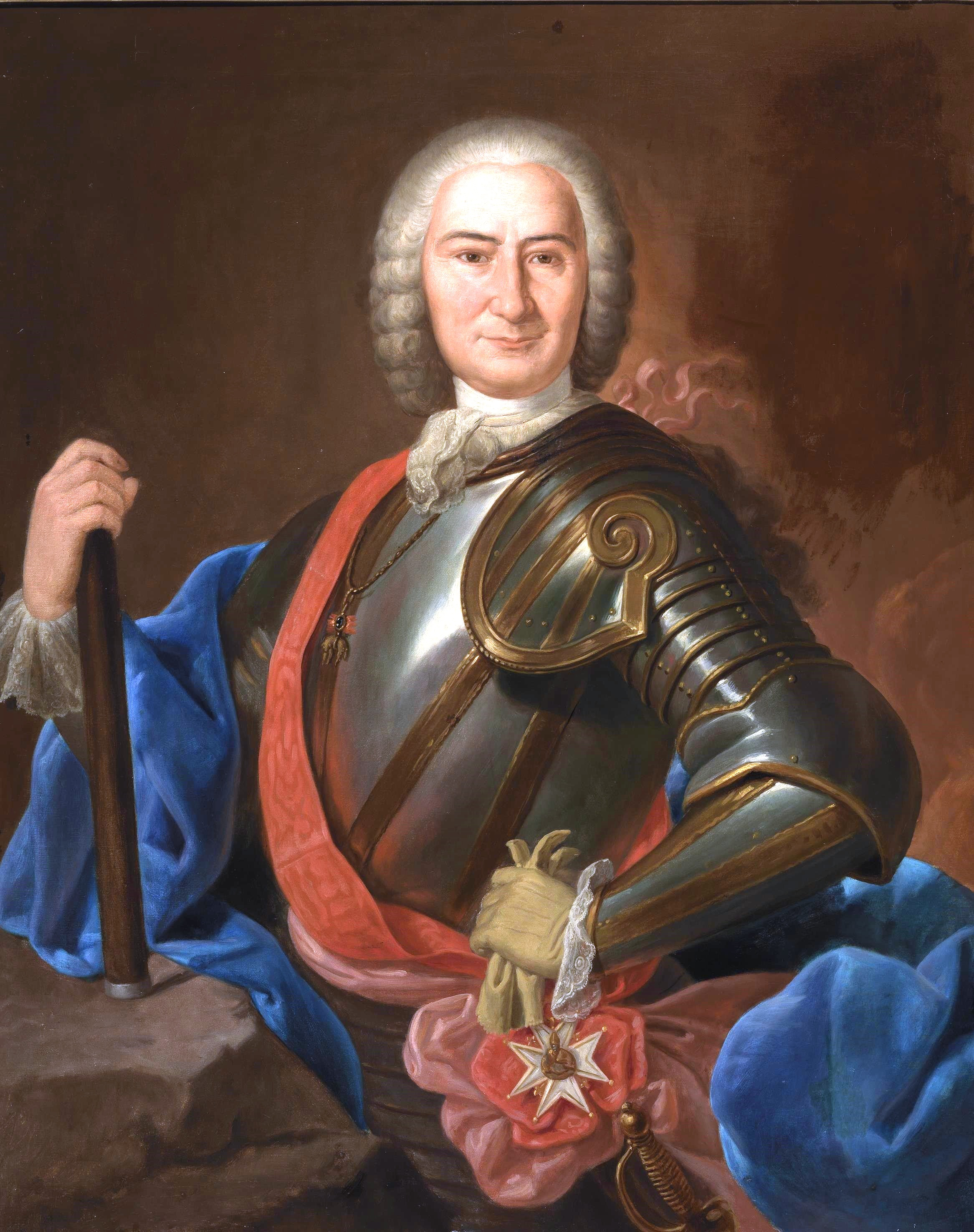
Il duca di Montemar

Verso il terzo decennio del XVIII secolo Filippo V di Spagna si alleò con la Francia tramite la quadruplice alleanza. Il suo intento era quello di rientrare in possesso del sud Italia strappato alla Spagna dall'Austria nel 1707.
Per questa missione fu incaricato il generale Carrillo de Albornoz, duca di Montemar, capitano generale degli eserciti del re di Spagna in quanto viceré e capitano generale del Regno di Napoli per conto di Carlo, duca di Parma e figlio di Filippo V e della regina Elisabetta Farnese. Tuttavia l'alleanza con la Francia non portò i risultati sperati. Lo scoppio della guerra di successione polacca però offrì a Filippo V l'opportunità che gli serviva. Le truppe spagnole, guidate dal generale Montemar sbarcarono a Genova e poi si unirono, in Toscana,con quelle di Carlo, figlio del re di Spagna .

### L'invasione dello Stato pontificio
L'esercito di circa 40 000 uomini invase lo Stato Pontificio e poi entrò nel Regno di Napoli, vicereame austriaco, senza trovare opposizione, e occupando Napoli il 7 maggio 1734, data in cui il giovane Carlo saliva sul trono del Regno di Napoli.
Il giorno seguente Montemar si dedicò a occupare i castelli situati nei dintorni di Napoli.

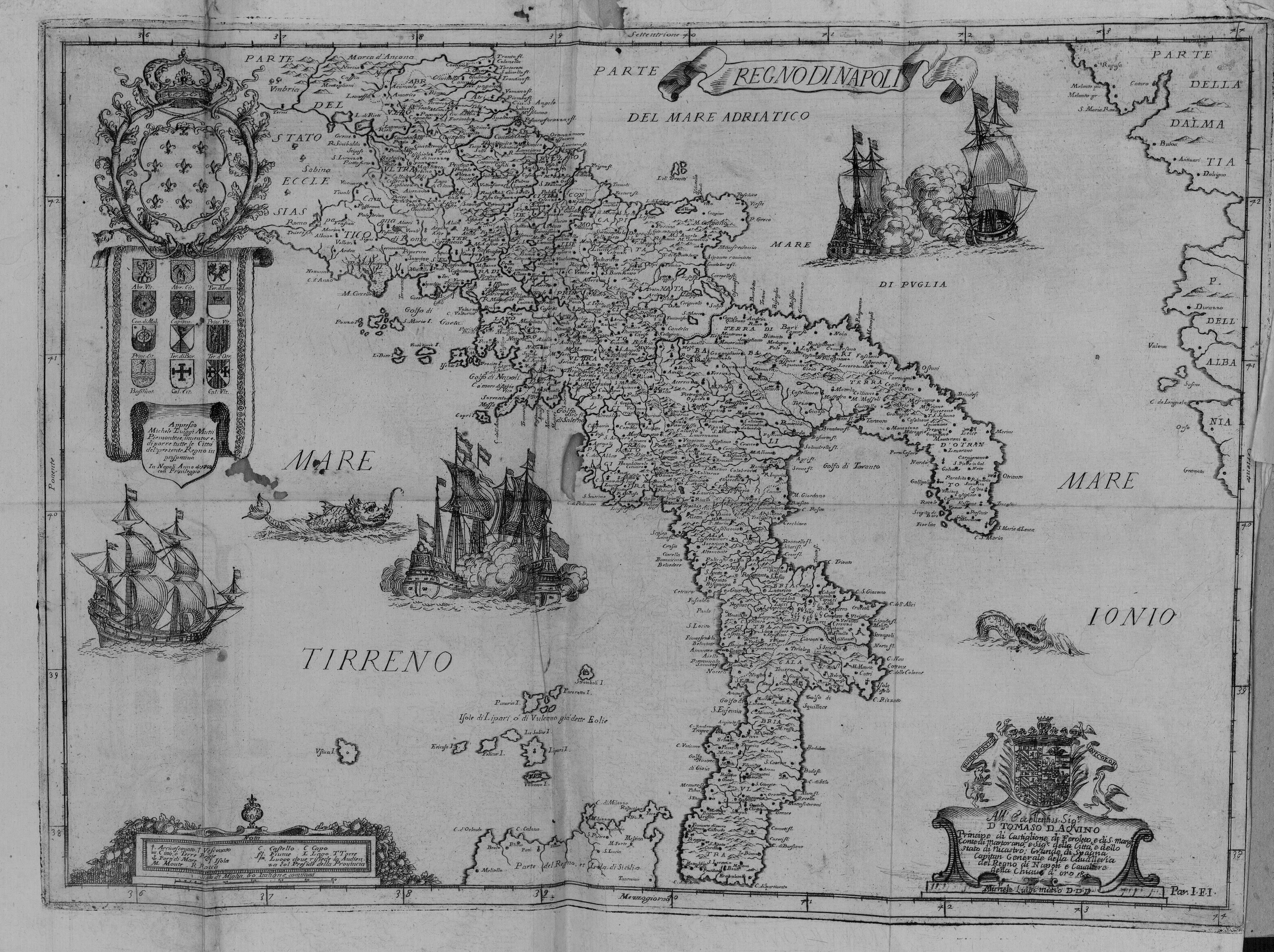
Mappa del Regno di Napoli del 1703

Nel frattempo il viceré austriaco Giulio Visconti Borromeo Arese, dopo aver abbandonato Napoli, si diresse con il suo esercito verso Bari dove venne raggiunto dalle truppe del conte Taun, che dalla Sicilia era sbarcato a Taranto. Per affrontare l'avanzata degli Spagnoli, il Governo austriaco ricorse al reclutamento dei cittadini nelle proprie milizie. Partito da Napoli, dopo aver assediato Capua e Gaeta, Montemar si diresse verso Bari con l'esercito ed inviò contemporaneamente via mare la flotta  per evitare che gli austriaci potessero fuggire o ricevere aiuti dal mare. La notizia che 6 000 croati stavano per arrivare in soccorso degli austriaci dal lato del mare Adriatico fece precipitare i combattimenti.

### Lo svolgimento
Le prime schermaglie si ebbero nella notte del 24 maggio, subito interrotte da un violento temporale. All'alba del 25 maggio gli eserciti erano schierati e pronti per la battaglia: 14 000 spagnoli contro 10 000 austriaci.
Il primo assalto spagnolo, comandato dal generale Montemar, si infranse contro la difesa approntata dagli Austriaci. Le cose si mettevano male per gli Spagnoli, ma furono subito aiutati dai reparti di cavalleria provenienti da Andria.
A quel punto, i combattimenti si spostarono verso il mare e durarono 9 ore. L'esito di quegli scontri fu favorevole agli Spagnoli ed alcuni soldati austriaci si rifugiarono in Bitonto, mentre altri fuggirono col Belmonte a Bari.
Gli Spagnoli conquistarono 15 bandiere, 24 stendardi, 23 cannoni, armi, munizioni ed equipaggiamenti e fecero migliaia di prigionieri. Il giorno successivo, i soldati austriaci asserragliati a Bitonto si arresero e si consegnarono come prigionieri agli spagnoli che minacciavano di abbattere le mura a cannonate.

## Le conseguenze

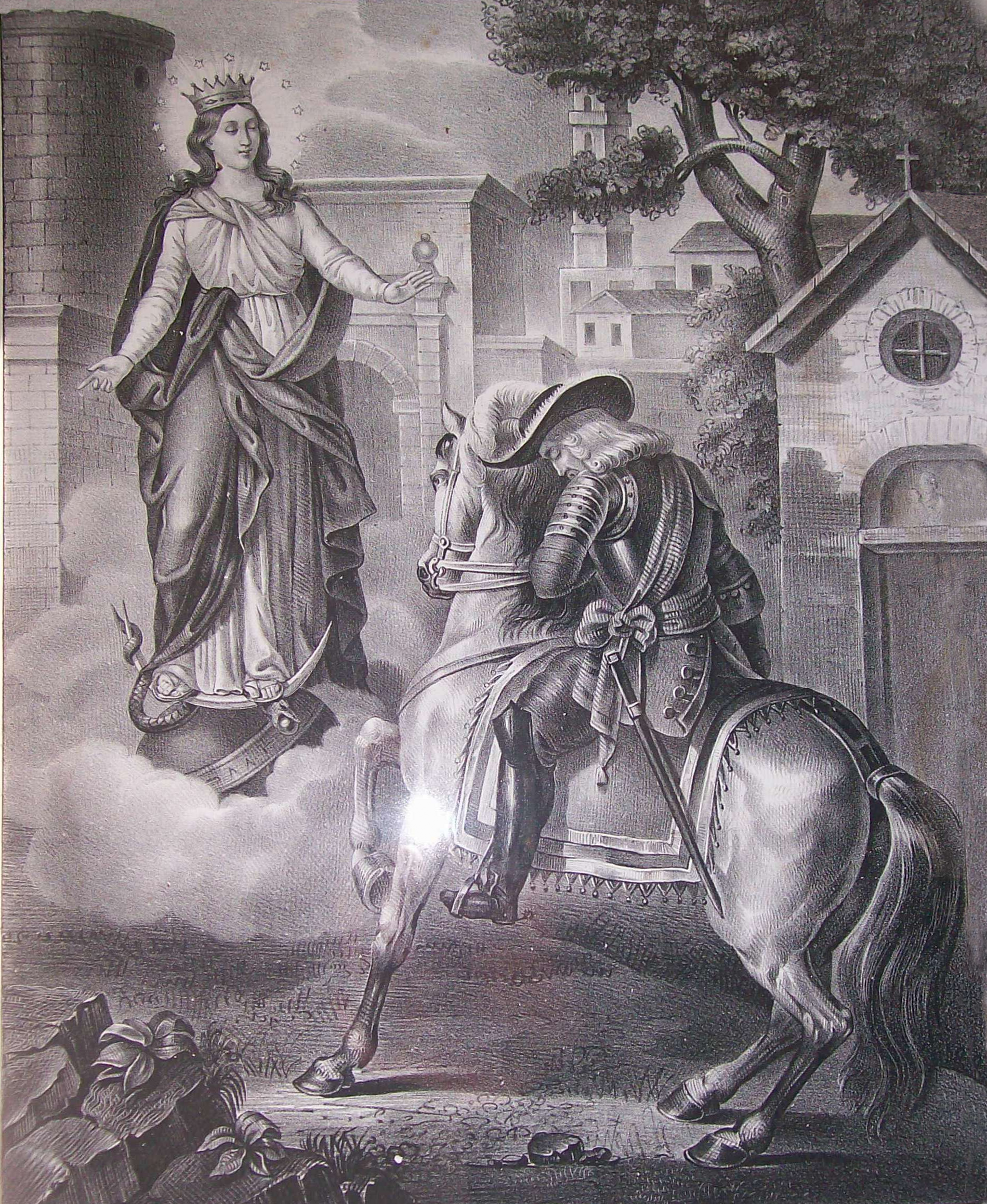
Apparizione della vergine Immacolata al generale Montemar

Il generale Montemar, per punire la città di Bitonto dell'aiuto mostrato al nemico decise di farla saccheggiare ma, secondo la tradizione locale, gli sarebbe apparsa dinanzi la Vergine Maria, intimandogli: «Non oltraggiare questa città, poiché essa è la pupilla degli occhi miei e i cittadini sono figli miei. Io la difenderò!». La città, così, venne risparmiata. I Bitontini, a ricordo dell'evento ritenuto miracoloso, proclamarono l'Immacolata patrona della città.
Il generale Montemar si diresse quindi verso Bari per combattere le forze austriache che lì si erano asserragliate. Il principe di Belmonte si stava preparando per la difesa ma una rivolta dei Baresi, che non volevano subire la stessa sorte che miracolosamente Bitonto aveva scampato, lo costrinse ad arrendersi agli Spagnoli.
Questi eventi causarono la rapida conquista da parte degli Spagnoli di tutto il Regno di Napoli, in quanto le altre città del Sud Italia si consegnarono all'arrivo dell'esercito spagnolo, che già nello stesso anno poté procedere a invadere e conquistare il Regno di Sicilia.
Il nuovo re Carlo mantenne separate le corone di Napoli e Sicilia ma mantenne la corte a Napoli. Nominò Montemar comandante perpetuo di Castelnovo e duca di Bitonto, omaggiandolo inoltre di una medaglia di bronzo come segno di ringraziamento per l'impresa compiuta. Lo stesso Montemar fece erigere sul luogo del campo di battaglia un obelisco in memoria dell'evento. L'obelisco è alto 18 metri, fu progettato da Giovanni Antonio Medrano, il testo delle lapidi presenti sulle quattro facciate è attribuito al nuovo ministro Bernardo Tanucci. Il possesso dei due regni venne riconosciuto a Carlo nel trattato di pace che pose fine alla guerra di successione polacca nel 1738.

## Le forze in campo

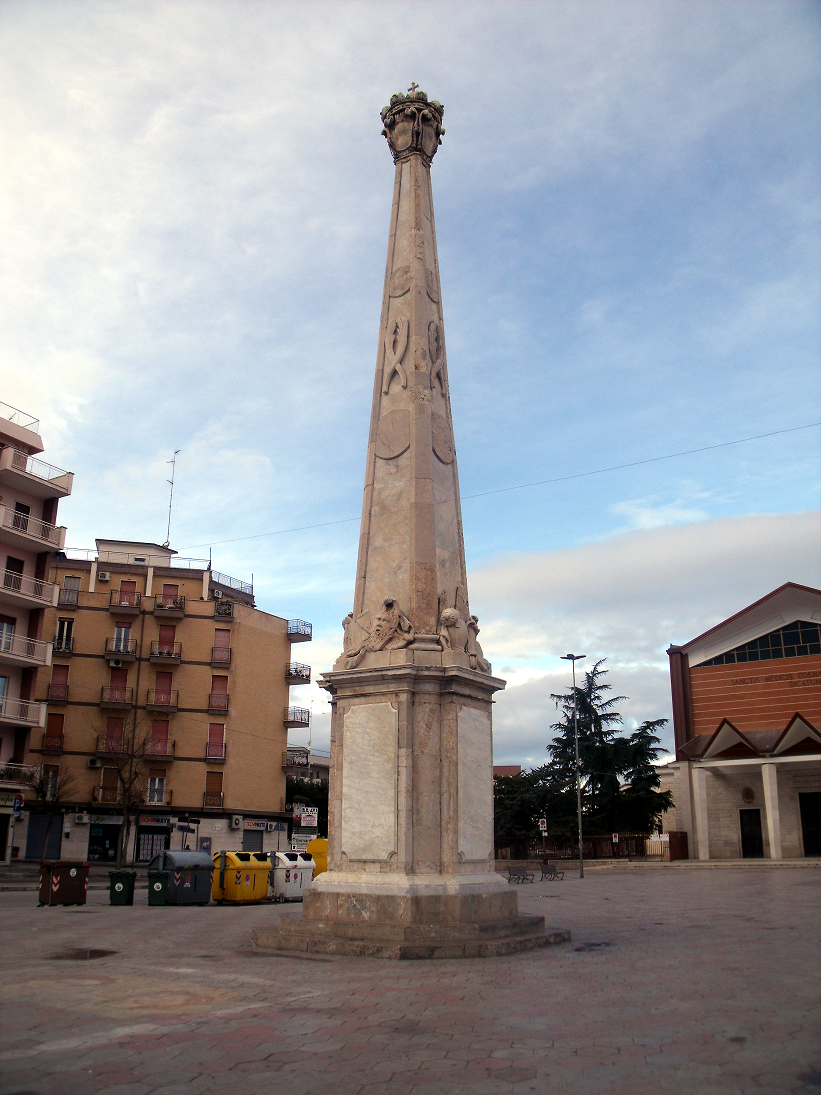
L'obelisco Carolino

Nel consiglio di guerra degli Austriaci tenutosi nel Castello di Bari si pensò in un primo momento di preparare la propria difesa davanti alle mura di Bari, ma il principe Belmonte fece notare che, in caso di sconfitta, non ci sarebbe stato spazio per una ritirata. Si decise allora di preparare la difesa presso Bitonto che era ben fortificata dalle mura e disponeva della difesa naturale della lama presente sul lato sud ed est della città. Bitonto allora decise di aiutare gli Austriaci concedendo la basilica di San Francesco La Scarpa e un'altra chiesa, unite da una trincea, come ospedale. La difesa degli Austriaci dunque, si attestò fuori dalle mura di Bitonto a nove miglia dalla città, verso Terlizzi.
Le forze austriache consistevano in 6 500 soldati di fanteria, 1 500 di cavalleria dei quali 400 ussari e il resto erano 24 squadroni di corazzieri.
Le forze spagnole erano composte da 12 battaglioni di fanteria, 22 compagnie di granatieri, 24 squadroni di cavalleria più le brigate dei fucilieri e granatieri Reali, e le compagnie di granatieri a cavallo.

## Rievocazioni storiche
Dal 1985 a Bitonto si svolge il corteo storico, in cui viene rappresentata la società di Bitonto nel periodo della battaglia. In particolare è curata la ricostruzione delle pettinature e dei costumi dell'epoca.
L'obiettivo del corteo storico è ricalcare l'importanza storica della battaglia non solo per Bitonto, ma per tutto il Meridione, in quanto la vittoria di Carlo di Borbone sugli austriaci permise al regno di Napoli di affermarsi  come stato indipendente e sovrano e di godere dopo secoli di una rinascita politica ed economica.
I figuranti percorrono tutta la città partendo da palazzo Rogadeo, in via Mercanti, passando per porta Robustina, da piazza Sylos Sersale, fino a corso Vittorio Emanuele. Dopo il percorso nelle principali vie bitontine in piazza XXVI Maggio si tiene un'animazione dei fucilieri di Potenza e la cerimonia di consegna delle chiavi della città da parte della nobildonna Alessandra Sylos al generale Montemar in presenza del sindaco del periodo, Camillo Regna, presso porta Baresana.